# مارك دايتون
مارك براندت دايتون (بالإنجليزية: Mark Dayton)‏ (من مواليد  26 يناير1947) هو سياسي أمريكي شغل منصب الحاكم الأربعين لولاية مينيسوتا من 2011 إلى 2019. وكان عضوًا في مجلس الشيوخ الأمريكي عن ولاية مينيسوتا من  2001 إلى 2007، ومدقّق ولاية مينيسوتا من 1991 إلى 1995. وهو عضو حزب العمال المزارعين الديموقراطيين في مينيسوتا، التابع للحزب الديمقراطي.
من مواليد ولاية مينيسوتا، دايتون هو حفيد رجل الأعمال جورج دايتون مؤسس متجر دايتون، الذي بدأ كمتجر متعدد الأقسام ليصبح فيما بعد شركة تارغت. بدأ حياته المهنية في التدريس والعمل الاجتماعي في مدينة نيويورك وبوسطن بعد تخرجه من جامعة ييل عام 1969. خلال السبعينيات، عمل كمساعد تشريعي للسيناتور الأمريكي والتر مونديل وحاكم مينيسوتا رودي بيربيتش. في عام 1978 تسلّم دايتون منصب مفوض التنمية الاقتصادية في ولاية مينيسوتا وتزوج من أليدا روكفلر ميسينغر، وهي أحد أعضاء عائلة روكفلر.
ترشح دايتون لمجلس الشيوخ الأمريكي في عام  1982 في مواجهة مرشّح الحزب الجمهوري ديفيد دورينبيرجر. هزم السناتور الأمريكي السابق يوجين مكارثي في الانتخابات التمهيدية للحزب الديمقراطي، وكانت الانتخابات العامة واحدة من الانتخابات الأكثر تكلفة في تاريخ الولاية. قدّم دايتون نفسه خلال حملته الانتخابية كشعبوي، واقفًا في وجه ريغانوميكس ووعد ب«إغلاق الثغرات الضريبية للأثرياء والشركات، ومن ضمنها متجر دايتون». فاز دورنبيرغر بالانتخابات، وعاد دايتون إلى عمله تحت إدارة بيربيش حتى انتخابه كمدقق حسابات ولاية مينيسوتا في عام 1990.
ترشّح دايتون في عام 1998 لمنصب الحاكم، خاسرًا الترشيح الديمقراطي لهوبير همفري الثالث. انتُخَب في عام 2000 كعضو في مجلس الشيوخ الأمريكي، متغلبًا على الجمهوري رود غرامز، الذي كان يشغل المنصب آنذاك. بصفته عضو مجلس شيوخ، صوت دايتون ضد حرب العراق، وأصبح أول عضو في مجلس الشيوخ يطرح تشريعًا لإنشاء وزارة سلام أمريكية. في عام 2006، اختار عدم السعي لإعادة انتخابه، مشيرًا إلى خيبة أمله بالعاصمة اشنطن وجمع التبرعات.
هزم دايتون الجمهوري توم إيمر ليصبح حاكم ولاية مينيسوتا في عام 2010، على الرغم من النجاح الوطني الذي عاشه الحزب الجمهوري، ضمن ولاية مينيسوتا التشريعية أيضًا. فاز بولاية ثانية في عام 2014، متغلّبًا على خصمه الجمهوري جيف جونسون واختار عدم الترشح لولاية ثالثة في عام 2018، وترك منصبه في يناير 2019. وتشمل مبادراته الرئيسية كحاكم تشريع زواج المثليين، وإنشاء ملعب البنك الأمريكي لنادي مينيسوتا فايكنغز الرياضي في الدوري الوطني لكرة القدم.

## حياته السياسية المبكرة
بدأ دايتون نشاطه السياسي لأول مرة في الستينيات، إذ احتج على حرب فيتنام في أبريل  1970في إحدى الاحتجاجات الرئيسية المناهضة للحرب في مينيسوتا ضد شركة هانيويل، عمل والد دايتون آنذاك في مجلس إدارة الشركة، وأصبحت العلاقة بينهما متوترة بعد الحادث.
عمل من 1975 إلى 1976 كمساعد تشريعي للسيناتور والتر مونديل، حتى انتخاب مونديل نائباً لرئيس الولايات المتحدة. ثمّ عمل من عام  1977إلى عام 1978 كمساعد لحاكم مينيسوتا رودي بيربيش. في عام 1978، عين بيربيتش دايتون لرئاسة دائرة التنمية الاقتصادية ثم إدارة الطاقة والتنمية الاقتصادية.
أدار دايتون في عام 1988 حملة انتخابية فاشلة لمنصب الحاكم، وخسر الترشيح الديمقراطي لهوبير همفري الثالث. في عام 2000، اُنتخَب كعضو في مجلس الشيوخ الأمريكي، متغلبًا على الجمهوري رود غرامز. بصفته عضو مجلس شيوخ، صوّت دايتون ضد حرب العراق، وكان أول عضو في مجلس الشيوخ يطرح تشريعًا بإنشاء وزارة سلام أمريكية. في عام 2006، عبّر عن عدم رغبته في الترشّح مرة أخرى، بسبب خيبة أمله بالعاصمة واشنطن وجمع التبرّعات.